# Inodesmus jamaicensis
Inodesmus jamaicensis är en mångfotingart som beskrevs av Cook 1896. Inodesmus jamaicensis ingår i släktet Inodesmus och familjen Comodesmidae. Inga underarter finns listade i Catalogue of Life.